# Регилинда
Регилинда (на немски: Regelinda, Reginlind, Regilinde; * ок. 885/888; † 958) е чрез женитба херцогиня на Херцогство Швабия.

## Живот
Дъщеря е на Еберхард I († сл. 889), граф в Цюрихгау от род Еберхардинги, и Гизела († сл. 911).
Регилинда се омъжва ок. 904 г. за Бурхард II († 28 април 926) от алеманската фамилия Бурхардинги, херцог на Швабия от 917 г., син на херцог Бурхард I († 911) и на Луитгард Саксонска‎ († 885). Двамата основават женския манастира „Св. Маргаретен“ във Валдкирх.
През 911 г. Бурхард I, бащата на нейния съпруг, се опитва да засили влиянието си и е екзекутиран на 23 ноември 911 г. Регелинда и нейният съпруг отиват в изгнание в Италия, вероятно при роднини. През 913/914 г. Регелинда и Бурхард се връщат обратно и той поема управлението и собствеността на баща му.
На 28 април 926 г. пред Новара Бурхард II е нападнат и убит. Същата 926 г. Регелинда се омъжва за новия херцог Херман I († 949) от династията на Конрадините.
След смъртта на втория ѝ съпруг Регелинда се оттегля и става игуменка на манастира Фраумюнстер. Тя подарява Мартинскапела, църква близо до Цюрих на острова Уфенау в Цюрихското езеро. Преди да умре тя се разболява и отива да живее на острова при сина си Адалрих и умира там през 958 г. Погребана е в Килианскапелата в манастира Райхенау.

## Деца
Регелинда и Бурхард имат пет деца:
- Гизела (* 905; † 26 октомври 923/25), абатиса на Валдкирх
- Хиха (* 905 † 950), → син Конрад Червения)
- Бурхард III (* 915; † 11 ноември 973)
- Берта (* 907; † сл. 2 януари 966), ∞ за Рудолф II крал на Бургундия
- Адалрих († 973), монах в Айнзиделн (Швейцария)

Регелинда и Херман I имат една дъщеря:
- Ида (Ита) († 17 май 986), ∞ през 947/948 г. за херцог Лиудолф, синът на Ото I Велики.